# Herminia nigrisigna
Herminia nigrisigna là một loài bướm đêm trong họ Noctuidae.